# Paninskaja (rejon charowski)
Paninskaja (ros. Панинская) – wieś w Rosji, w rejonie charowskim obwodu wołogodzkiego. W 2002 r. liczyła 4, a w 2021 r. 1 mieszkańca.